# Charkov
Charkov (ukrajinsky Харків, Charkiv; rusky Харьков, Charkov) je druhé největší město Ukrajiny (žije zde přibližně 1,42 milionů obyvatel). Leží v severovýchodní části země, 410 km od Kyjeva a 34 km od rusko-ukrajinské hranice. Je centrem Charkovské oblasti, historického kraje Slobodská Ukrajina a celého širšího regionu východní Ukrajiny. Charkovská aglomerace s populací přes 2,2 miliony lidí tvoří třetí největší aglomeraci v rámci aglomerací velkých měst Ukrajiny.
Ve městě sídlí Charkovská národní univerzita V. N. Karazina, což je jedna z nejlepších 500 univerzit na světě, a Národní technická univerzita Charkovský polytechnický institut, která je jednou z 1000 nejlepších na světě.
Od 19. prosince 1919 do 24. června 1934 byl Charkov prvním hlavním městem sovětské Ukrajiny, odtud název „první hlavní město“. V roce 2022 získalo čestný titul Město-hrdina Ukrajiny.

## Historie

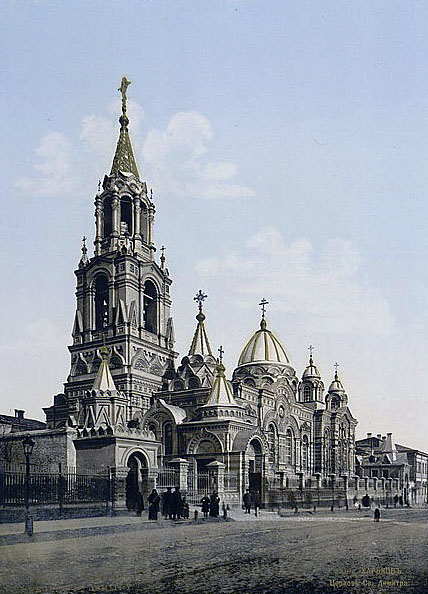
Chrám sv. Dimitrije v Charkově na kolorované pohlednici z 19. století

### Doba bronzová a starověk
Archeologické vykopávky v Charkově dokazují, že zde bylo osídlení již v době bronzové ve 2. tisíciletí před naším letopočtem. V okolí města jsou nálezy z období Skytů (6.-3. století př. n. l.) a Sarmatiů (2.-1. století př. n. l.). Ve městě byly nalezeny stopy raných Slovanů, doložena je Černjachovská kultura (2.-6. století) a další slovanské osídlení Doněcka z knížecí doby.

### Kyjevská Rus
Na místě Charkova v 9.–11. století v období Kyjevské Rusi bylo starobylé město Donets a osada Donets. Po rozpadu Kyjevské Rusi v roce 1240 dobyli dnešní území Charkova Kumáni a později Tataři, kteří jej ovládali od 12. do 15. století.

### Carské Rusko
Název města pravděpodobně pochází od řeky Charkov. Samotné pevnostní město Charkov bylo založeno záporožskými kozáky roku 1656. Mělo bránit jihozápadní hranice Ruského impéria, během 18. století však ztratilo svůj vojenský význam. V roce 1765 se však stalo hlavním městem ruské části Ukrajiny. Roku 1805 zde byla založena první univerzita na území východní Ukrajiny. Rychlý rozvoj Charkova nastal koncem 19. století. S příchodem železnice se z Charkova stalo důležité průmyslové a obchodní centrum. V počátečním období Sovětského svazu byl Charkov hlavním městem Ukrajinské SSR (1917–1934).

### 1917–1920
Moc v Charkově během ukrajinské první republiky byla v rukou prozatímní vlády a demokratických institucí.

### 1924
16. listopadu 1924 v 19:00 Charkov vysílal první národní rozhlasový program. Hlasatelé řekli: „Ahoj, ahoj, ahoj! Charkov mluví, Charkov mluví, Charkov mluví!“

### Hladomor
Na počátku 30. let donutil hladomor mnoho obyvatel přemístit se z venkova do měst, také do Charkova.
Skutečnost, že Charkov byl hlavním městem Ukrajiny, měla výrazný vliv na ukrajinizaci města. Teprve porážka ukrajinské kultury ve 30. letech, hladomor, čistky a přesun hlavního města do Kyjeva (1934) změnily postavení Charkova a ten koncem 20. – začátkem 30. let začal ztrácet hodně ze svého ukrajinského charakteru.

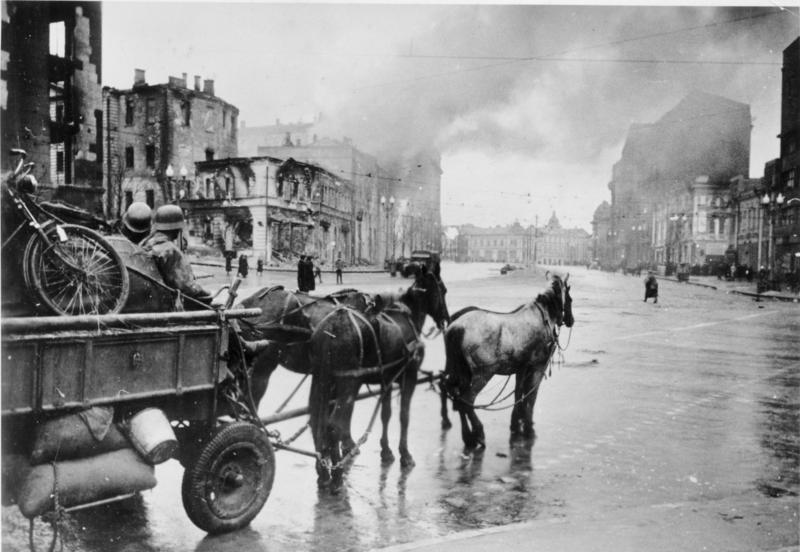
Obsazení Charkova německým Wehrmachtem v roce 1941

### Druhá světová válka
Během druhé světové války se Charkov se svým okolím stal jedním z hlavních bojišť. Město bylo nejprve v roce 1941 dobyto německou armádou a jejími spojenci (viz První bitva o Charkov). 15. prosince 1941 bylo německými nacisty zastřeleno v rokli Drobickij Jar u Charkova 15 000 Židů. V květnu 1942 se Rudá armáda pokusila město osvobodit, avšak po Druhé bitvě o Charkov pokračovala německá okupace. V létě 1943 sovětská Rudá armáda po německém ústupu město osvobodila, avšak po Třetí bitvě o Charkov musela sama z města ustoupit a nakrátko se vrátil do města německý Wehrmacht. Dne 23. srpna 1943 byl Charkov definitivně osvobozen Rudou armádou (viz Operace Vojevůdce Rumjancev). Okolo 70 % města bylo při bojích zničeno a během německé okupace v letech 1942 a 1943 zemřelo hlady až 100 000 obyvatel Charkova. V důsledku druhé světové války přišel Charkov o primát největšího města Ukrajiny.
Na konci roku 1943 se v Charkově konal proces s válečnými zločinci, který se stal mezinárodně známým a navštívili jej korespondenti z mnoha zemí.

### Poválečné období
Roku 1975 bylo otevřeno 18 km dlouhé charkovské metro (1978 byla zahájena druhá linka) s 13 stanicemi (plánovány 3 linky, celkem 43 stanic).

### Samostatná Ukrajina
- V roce 2012 byl Charkov jedním z měst, ve kterém se konalo Mistrovství Evropy ve fotbale. Charkov je i domovem zástupců více než 100 národností, je registrováno a působí zde 65 národních a kulturních sdružení.
- Známou dominantou Charkova je náměstí Svobody (Plošča Svobody dříve známé jako náměstí Dzeržinského), které je devátým největším městským náměstím v Evropě a 28. největším náměstím na světě.
- Modernizace a postupné rozšiřování podzemního systému metra s asi 38,7 kilometry trati a 30 stanicemi (2021). Nejnovější stanice metra Peremoha byla otevřena 19. srpna 2016. Všechny stanice metra mají velmi osobitou architekturu.
- V roce 2007 postavila městská vietnamská menšina největší buddhistický chrám v Evropě na pozemku o rozloze 1 hektaru s památníkem Ho Či Mina.
- V současné době je Charkov hlavním kulturním, vědeckým, vzdělávacím, dopravním a průmyslovým centrem Ukrajiny s četnými muzei, divadly a knihovnami, včetně katedrály Zvěstování a Usnutí Bohorodičky, budovy Deržprom na náměstí Svobody a Národní univerzity v Charkově.

### Ruská agrese
Během prvního týdne ruského útoku na Ukrajinu bylo město ve dnech 25. února až 3. března 2022 masivně bombardováno, mimo jiné vyřazena z provozu a zdemolována jedna z historických budov univerzity. Bombardování pokračovalo i nadále v průběhu války.

## Obyvatelstvo
V roce 2022 měl Charkov 1 421 125 obyvatel s nadpoloviční většinou Ukrajinců, přičemž nyní většina obyvatelstva po ruských útocích začala mluvit už jen ukrajinštinou v důsledku odporu proti všemu ruskému[zdroj?]; rozšířen je také suržyk. Po několik desítek let byl největším ukrajinským městem; nejrychleji rostl koncem 19. a začátkem 20. století. V roce 1926 měl 417 000 obyvatel; Ukrajinci tehdy tvořili 38 %, Rusové 38  %, Židé 19,5 %. Roku 1939 zde již žilo 833 000 osob. Pokles způsobený válkou byl rychle dohnán: v roce 1959 žilo v Charkově 953 000 lidí (Ukrajinci 48 %, Rusové 40 %, Židé 9 %). Podíl Rusů a Židů má klesající tendenci, naopak novými menšinami jsou Arméni a Vietnamci. V roce 2001 tvořili Ukrajinci 62 %, Rusové 31 % a Židé 1,7 % obyvatel.

## Kultura a pamětihodnosti
Významnou historickou památkou města je klášterní chrám z roku 1689, zbudovaný ve stylu ukrajinského baroka. Dále je zde několik převážně pravoslavných kostelů, sídlí zde však také římskokatolická Charkovsko-záporožská diecéze (založena 2002).
Nejvýraznější stavbou je zřejmě obří konstruktivistická budova Deržpromu, vystavěná ve 20. letech 20. století a známější spíše pod ruským názvem Gosprom, která dominuje Náměstí Svobody – zřejmě nejrozlehlejšímu náměstí v Evropě o ploše 12 ha.
Ve městě sídlí několik muzeí, Repinova galerie, Charkovské národní akademické divadlo opery a baletu M. V. Lysenka, činoherní divadla T. H. Ševčenka (ukrajinskojazyčné) a A. S. Puškina (ruskojazyčné), městské loutkové divadlo, dětské divadlo, divadlo hudební komedie a jiná, Charkovská oblastní filharmonie, z vysokých škol např. Charkovská státní univerzita, na níž studoval mj. zdejší rodák, rusko-americký astronom Otto von Struve. Z Charkova také pochází populární duo hudebníků 5'nizza.

## Doprava
Charkov je vedle Kyjeva a Lvova hlavním dopravním uzlem země. Hlavním tranzitním směrem je severojižní silniční a železniční tah Moskva – Charkov – Krym. V roce 1954 bylo 9 km jihovýchodně od centra města vybudováno mezinárodní letiště. Do Kyjeva jezdí několikrát denně vlak InterCity+. Železnice odtud vedou ve směrech: Poltava, Sumy, Lgov (Rusko), Bělgorod (Rusko), Kupjansk, Svjatohirsk, Lozova a Krasnohrad. V Charkově se nachází sídlo Jižní dráhy, jedné ze 6 divizí státních drah Ukrzaliznycja.
Město má poměrně rozvinutou síť MHD:
- Charkovské metro, které funguje od roku 1975, doplnilo nedostačující tramvajovou a trolejbusovou síť. Dále jsou v provozu autobusy a maršrutky.
- Zajímavostí je místní dětská železnice https://children-railway.kharkov.ua, která je nyní v důsledku ruských útoků uzavřena a lanová dráha.

## Osobnosti

### Rodáci
- Pavel Batickij (1910–1984),  maršál Sovětského svazu
- Olga Antonovna Dobiaš-Rožděstvenskaja (1874–1939), historička, medievalistka a univerzitní profesorka
- Vladimir Geršonovič Drinfeld (*1954), matematik
- Natalija Polonska-Vasylenko (1884–1973), historička
- Robert Sak (1933–2014), historik, docent působící na Jihočeské univerzitě v Českých Budějovicích
- Jerzy Toeplitz (1909–1995), polský filmový historik a rektor Filmové školy v Lodži

### Ostatní
- Isaak Osipovič Dunajevskij (1900–1955), hudební skladatel a dirigent
- Lev Davidovič Landau (1908–1968), fyzik

## Partnerská města
- Albuquerque, Spojené státy americké (2023)
- Bologna, Itálie
- Brno, Česko
- Cincinnati, Spojené státy americké
- Lille, Francie
- Norimberk, Německo
- Poznaň, Polsko
- Tchien-ťin, Čína
- Varna, Bulharsko